# Zenon et les Aliens
Série Zenon
Zenon, la fille du 21e siècle
(1999) Zenon et la Déesse de la Lune
(2004)
Pour plus de détails, voir Fiche technique et Distribution.
Zenon et les Aliens (Zenon: The Zequel) est un téléfilm américain de la collection des Disney Channel Original Movie, réalisé par Manny Coto, diffusé en 2001 et qui est le deuxième volet original de la trilogie Zenon.
Le film est disponible sur Disney+, depuis son lancement.

## Synopsis
Ce film raconte l'histoire d'une jeune fille, Zenon Kar, guettant les signes de présence extraterrestre.

## Fiche technique
- Titre original : Zenon: The Zequel
- Réalisateur : Manny Coto
- Producteurs : Diane Gutterud, Suzanne Coston, Suzanne de Passe et Stu Krieger
- Scénariste : Stu Krieger
- Directeur artistique : Réjane Schauffelberger
- Musique : Sabelle Breer, Jamie Dunlap, Stu Krieger, Phil Marshall, Bill Pearson et Kristian Rex
- Public : tout public
- Année de tournage : 2000
- Durée : 89 minutes
- Pays :  États-Unis
- Langue : anglais
- Dates de diffusion :
  -  États-Unis : 12 janvier 2001 (sur Disney Channel)
  -  France : 2001

## Distribution
- Kirsten Storms (VF : Dorothée Pousséo) : Zenon Kar
- Shadia Simmons (VF : Marie-Eugénie Maréchal) : Nebula Wade
- Lauren Maltby : Margie Hammond
- Susan Brady : Astrid Kar
- Robert Curtis-Brown : Mark Kar
- Phillip Rhys (VF : Cédric Dumond) : Proto Zoa
- Holly Fulger : Judy Cling-Plank
- Stuart Pankin (VF : Vincent Grass) : le commandant Edward Plank
- John Getz : le général Hammond
- Tom Wright : Orion
- Michael Saccente : le lieutenant Hart
- Rupert Simmonds : Polaris
- Nicko Vella : Corvus
- Jennifer Rucker : Carla Wade
- Stephen Lovatt : Wills
Version française
  - Studio de doublage : Cinéphase[2],[3]

## Commentaires
- C’est le seul film où Raven-Symoné n'est pas présente.